# Dendrochilum suratii
Dendrochilum suratii är en orkidéart som beskrevs av Jeffrey James Wood. Dendrochilum suratii ingår i släktet Dendrochilum och familjen orkidéer. Inga underarter finns listade i Catalogue of Life.